# Mulinum microphyllum
Mulinum microphyllum  es una especie botánica de arbusto de la familia de las Apiáceas.

## Distribución
Es oriunda de Argentina y Chile.

## Taxonomía
Mulinum microphyllum fue descrita por Christiaan Hendrik Persoon y publicado en Synopsis Plantarum 1: 309. 1805.